# Michael Massee
Michael Massee (Kansas City, 1 de setembro de 1952 — Los Angeles, 20 de outubro de 2016) foi um ator estadunidense conhecido por seus papéis como vilões no cinema e na televisão.

## Carreira
Ele forneceu a voz para o vilão Spellbinder em The Batman Animated Series, e também apareceu em várias séries de televisão como 24 como o vilão Ira Gaines. Ele forneceu a voz de Bruce Banner para o filme de animação Ultimate Avengers e Ultimate Avengers 2. Ele apareceu no filme Seven ao lado de Brad Pitt e Morgan Freeman.
Michael Massee revelou em entrevista que foi involuntariamente responsável pela morte do ator Brandon Lee durante as filmagens de The Crow (1994), filme em que interpreta o vilão Funboy. Ele alvejou Brandon, filho do astro Bruce Lee, na cena em que os personagens de ambos se confrontam, após uma falha grave da equipe. Uma bala verdadeira foi esquecida no cano da arma, que deveria conter apenas munição de festim. Apesar da tragédia, a família e a noiva de Brandon, Eliza Hutton, não cogitaram processar Michael, pois todos reconheceram que ele não teve culpa pelo que aconteceu. Ainda assim, Michael ficou tão abalado pelo ocorrido que permaneceu meses afastado da mídia e só retomou seus projetos de filmagem após quase um ano da morte de Brandon.
Em 2011 participou da série House MD no 1º episódio da 8ª temporada chamado "Vinte Vicodins". Fez várias participações em séries de TV como Arquivo X e Sobrenatural.
Faleceu em 20 de outubro de 2016, aos 64 anos, por câncer de estômago, segundo sua esposa.

## Filmografia
- 2016 - Everlasting – Leor
- 2016 - Last Man Club – John
- 2015 - The Wolves of Savin Hill – Theo
- 2014 - At the Devil's Door – Uncle Mike
- 2014 - The Last Survivors – Walker
- 2014 - The Amazing Spider-Man 2 – Gustav Fiers (The Gentleman)
- 2013 - CBGB – Officer Stan
- 2012 - The Amazing Spider-Man – Man in the Shadows
- 2012 - Reclamation (Short) – Lawrence Shiftlet
- 2011 - The Resident – Security Tech
- 2007 - Underdog – Supershep (voz)
- 2006 - Ultimate Avengers II (Video) – Doctor Bruce Banner (voz)
- 2006  - Ultimate Avengers (Video) – Bruce Banner (voz)
- 2004 - Catwoman – Armando
- 2001 - Corky Romano – Angry Gunman
- 2001 - The Theory of the Leisure Class – McMillon
- 1999 - The White River Kid – Ralph Pines
- 1999 - Bad City Blues – Eugene Grimes
- 1999 - War of the Angels (Short) – Doctor Helmut Fahrmeyer
- 1999 - The Florentine – Nick
- 1997 - Amistad – Prison Guard
- 1997 - Playing God – Gage
- 1997 - The End of Violence – Guy in Bar
- 1997 - The Game – Airbag EMT Galliano
- 1997 - Lost Highway – Andy
- 1997 - Jamaica Beat – Ian Benjamin
- 1996 - Guy – Mark
- 1996 - One Fine Day – Eddie Parker
- 1996 - Mojave Moon – Fifth Guy
- 1995 - The Low Life – Bartender
- 1995 - Se7en – Man in Booth at Massage Parlor
- 1995 - Tales from the Hood – Newton
- 1995 -  Burnzy's Last Call – Luke
- 1994 - À la folie –  não creditado
- 1994 - The Crow – Funboy Funboy
- 1994 - Home of Angels – Detective Baines
- 1991 - My Father Is Coming – Joe